# Ferme de la Cour (Liernu)
La ferme de la Cour (Liernu)  est située dans la même rue que le chêne multiséculaire de Liernu, à cent mètres de l'église paroissiale de Saint-Jean-Baptiste. C'est une ferme 
dont la grange est classée depuis le 7/10/1987. Le village de Liernu, est un  situé dans l'entité d'Éghezée en Région wallonne dans la zone géographique de la Hesbaye namuroise. Reconstruits au XIXe siècle, à partir de l'habitation du XVIIIe siècle, les bâtiments de briques et de pierres bleues de la ferme s'ordonnent autour d'une vaste cour pavée. Des pâtures entourent l'ensemble.

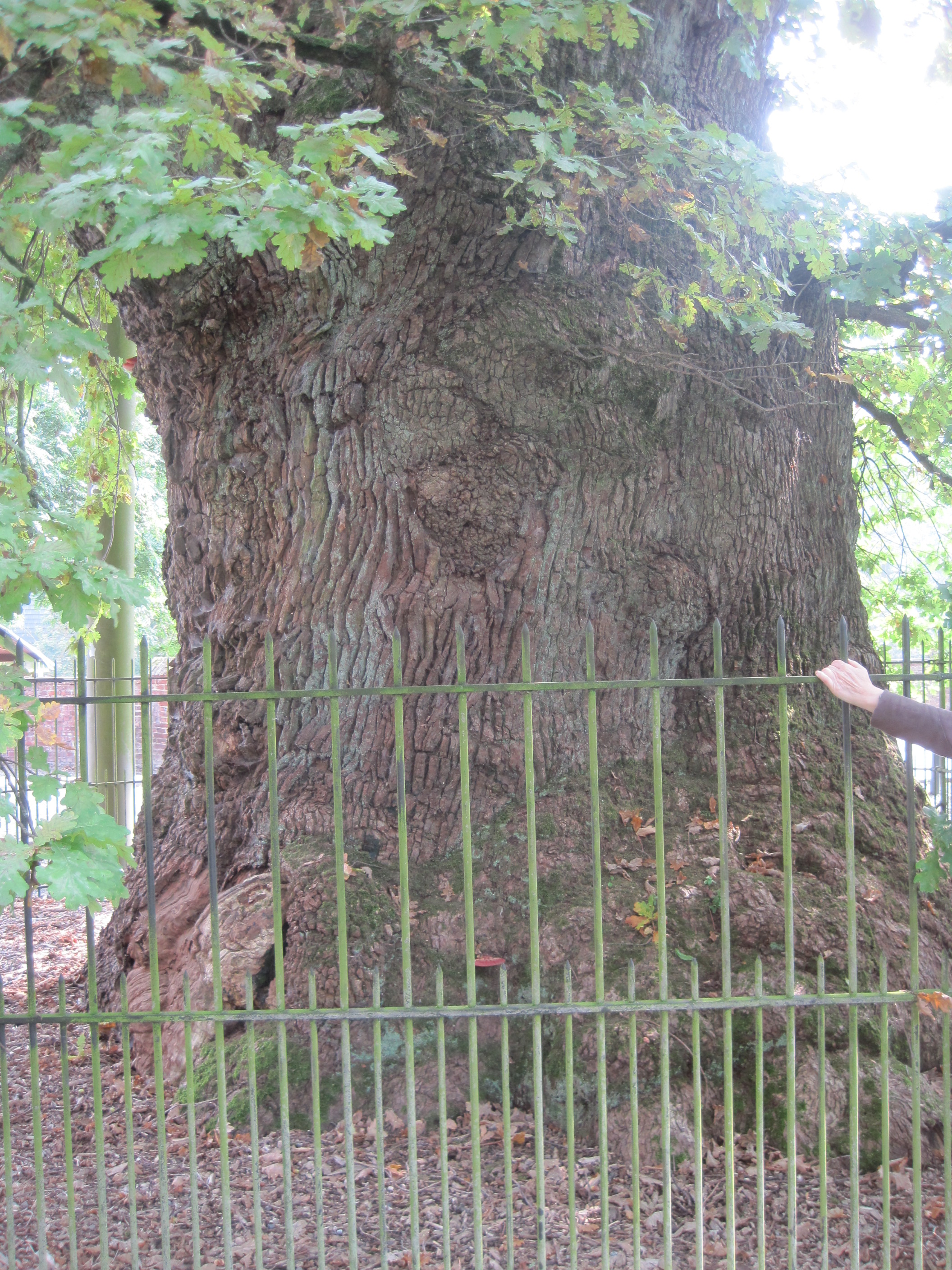
2014-09-07 14.33.42-Gros chêne de Liernu

## Histoire et Architecture
La ferme était appelée autrefois « Château de Liernu » ou « Vicomté Sainte-Gertrude ». C'est une ancienne seigneurie foncière citée depuis le début du XVe siècle. La raison précise de ces différentes dénominations n'est pas toujours éclaircie,. Par contre tous les historiens s'accordent depuis le XIXe siècle pour lui reconnaître cette origine seigneuriale et ce à partir de 1601.

Le porche-colombier est surmonté d'une dalle aux armes de Looz-Corswarem millésimée 1687 qui a été ajoutée plus tardivement, au XIXe siècle. Mais ce lignage est attesté jusqu'en 1792

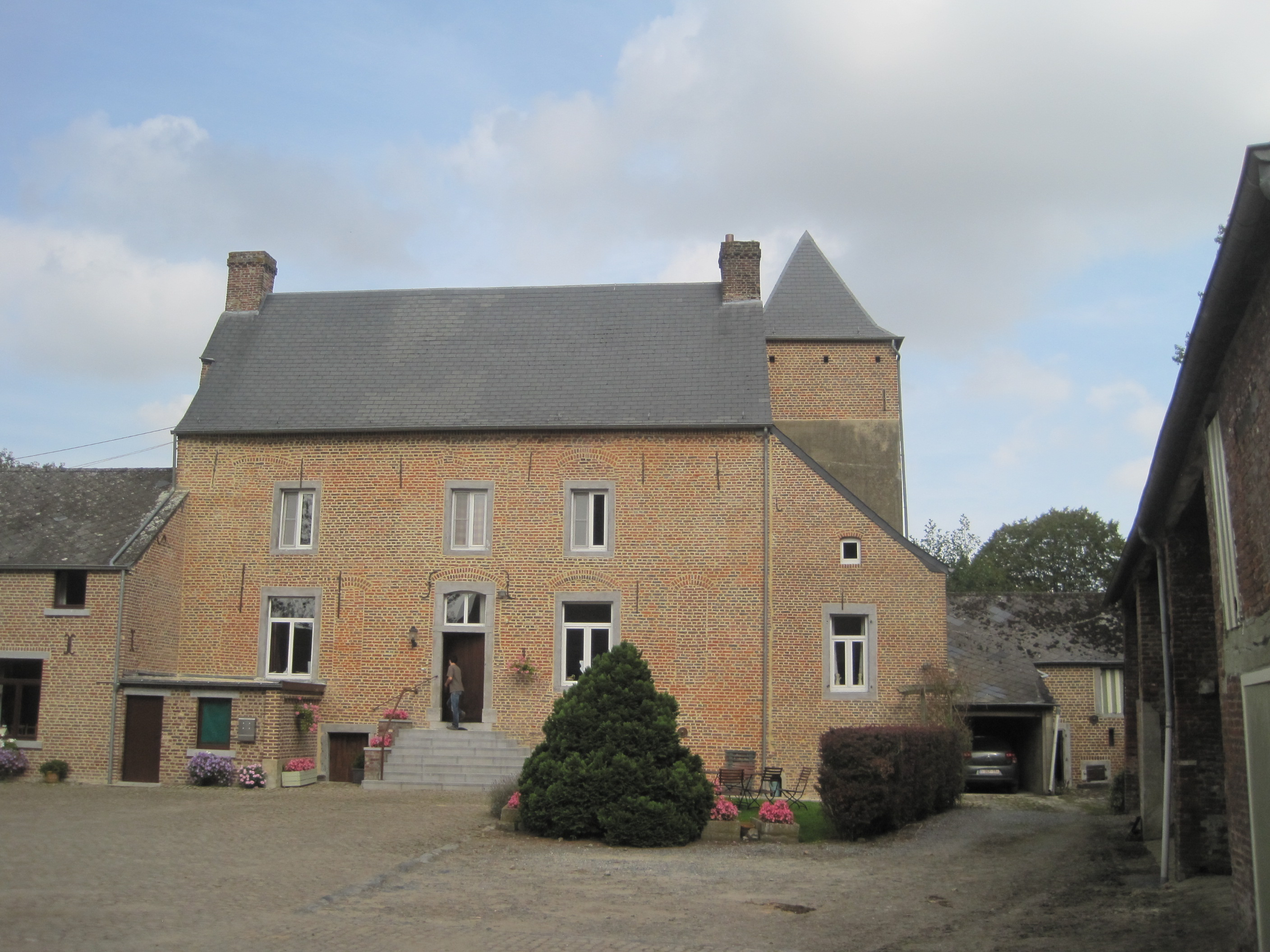
2014 façade du corps de logis

. L'existence du droit au porche-colombier était liée à l'époque à la propriété suffisante de terres qui permette de nourrir ses pigeons sans qu'ils aillent prélever les grains des champs des autres exploitants.   
Le logis est situé à gauche en entrant et est cantonné d'une tour carrée à deux niveaux située au sud de l'ensemble. La façade arrière du logis est similaire à la façade avant, donnant sur la cour.  
Les façades de la tour et du logis gardent de nombreuses traces d'anciens percements différents dont certains plus étroits. La haute-cour s'étend devant cet ancien manoir seigneurial. La basse-cour se trouve devant la grange, qui occupe le fond de l'espace de la cour. La basse-cour est plus étroite du fait du rapprochement des rangées d'étables du côté de la grange.
La contenance de l'exploitation est connue et peut être détaillée comme suit dans son extension : 50 ha vers 1600 qui passent à plus de 100 ha  hectares au début du  XVIIIe siècle, 116 ha en 1754 et 110 ha en 1782. La plupart des terres sont de cultures de céréales.    

## La grange

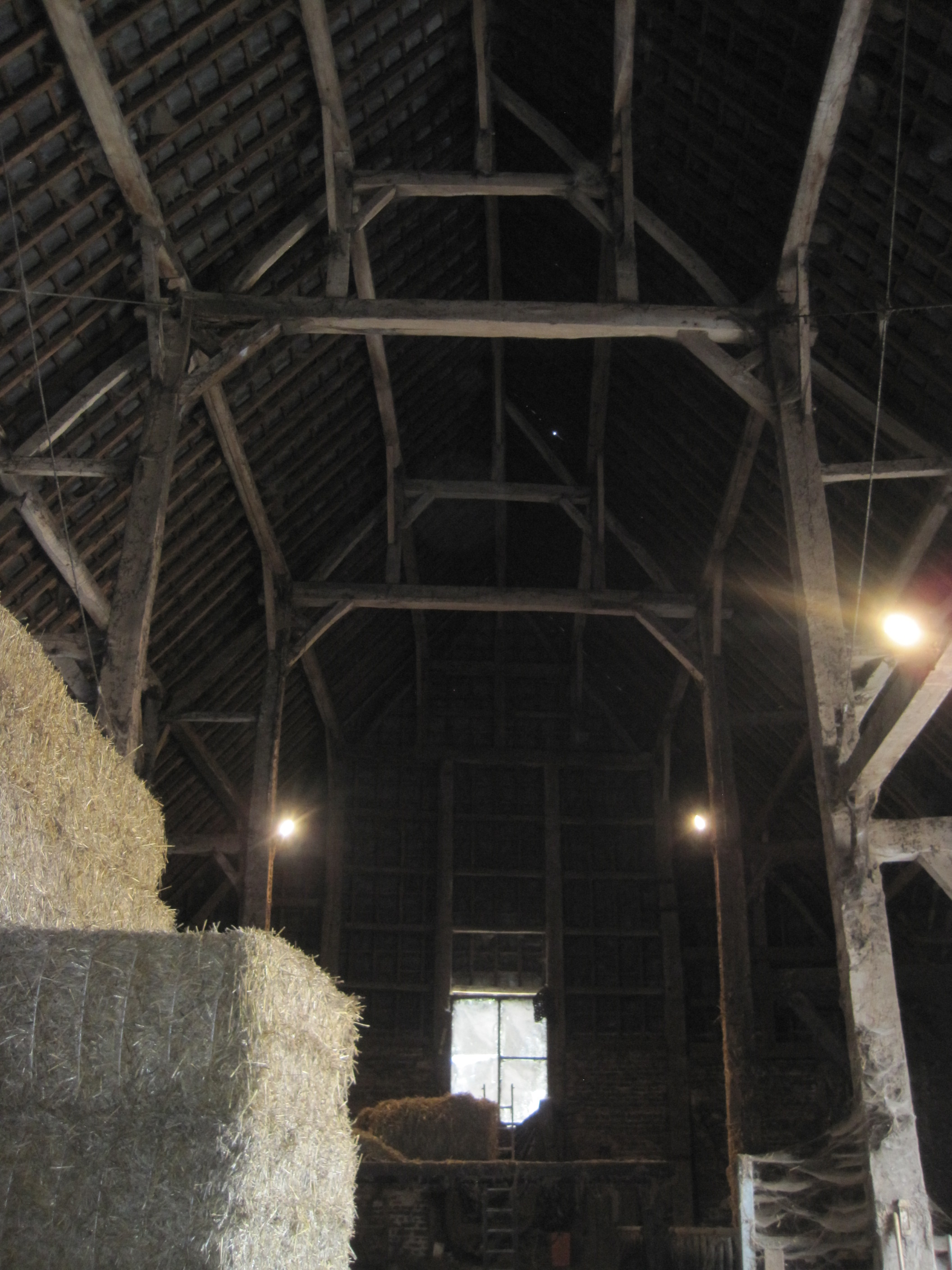
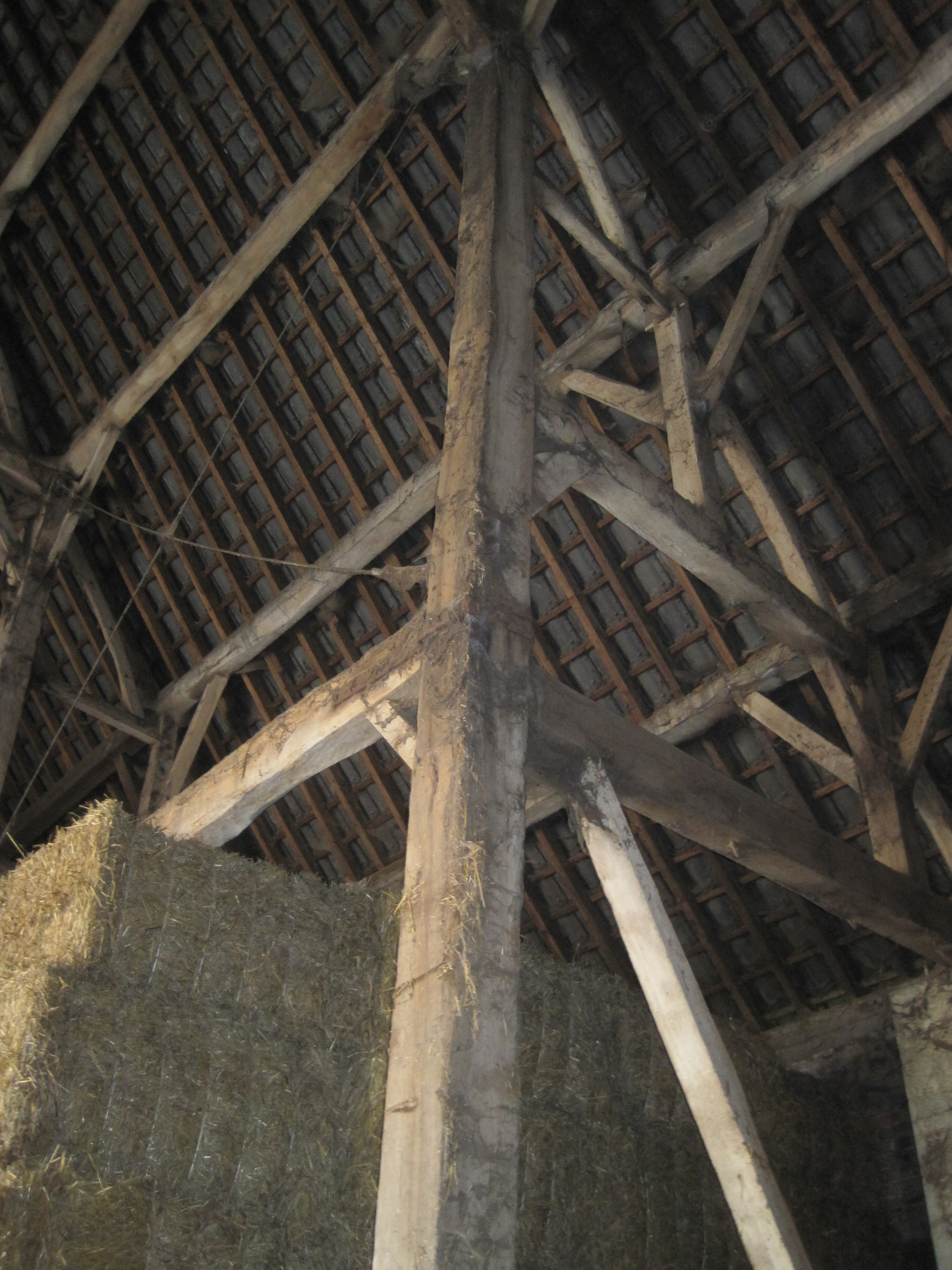
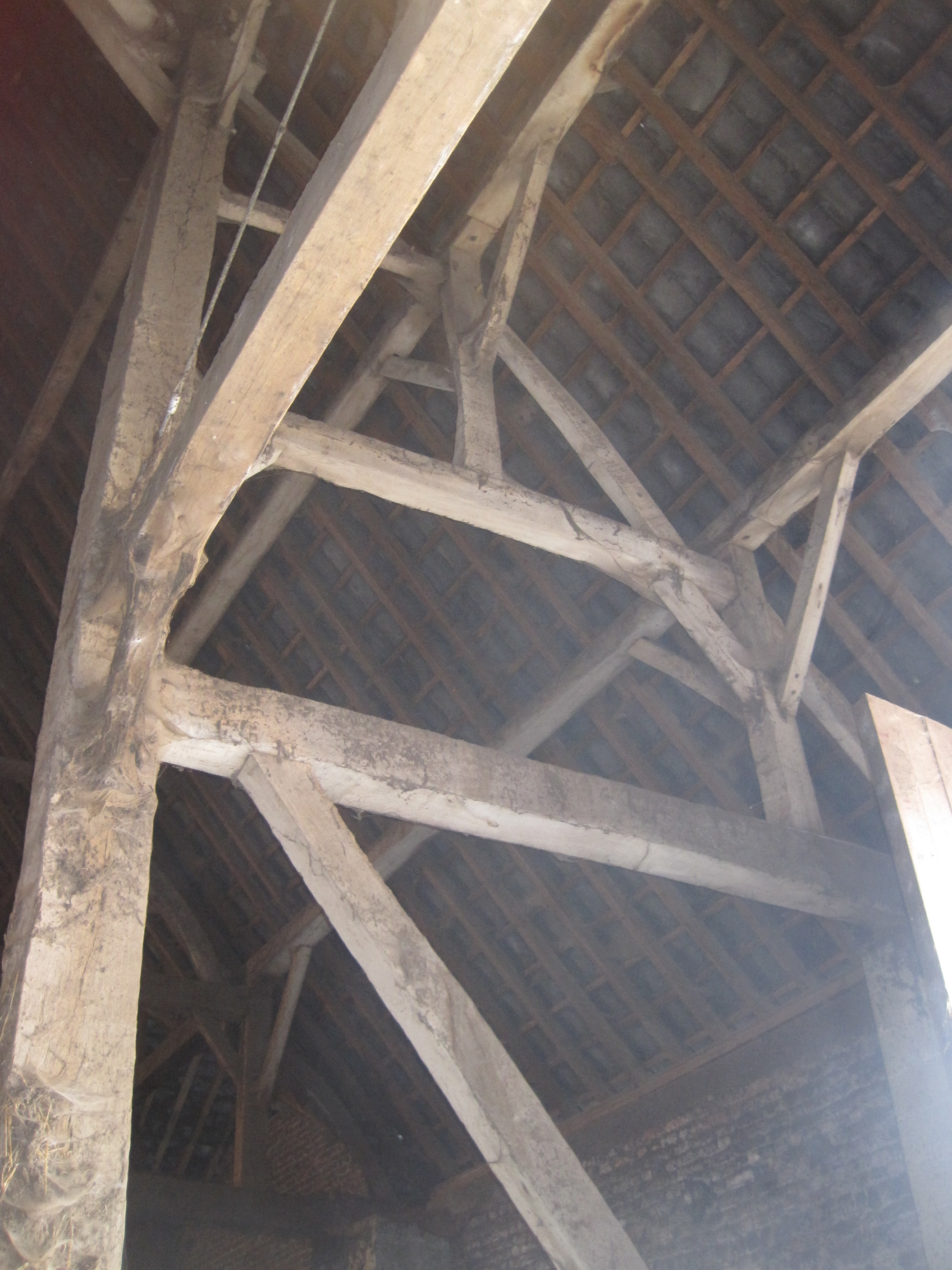
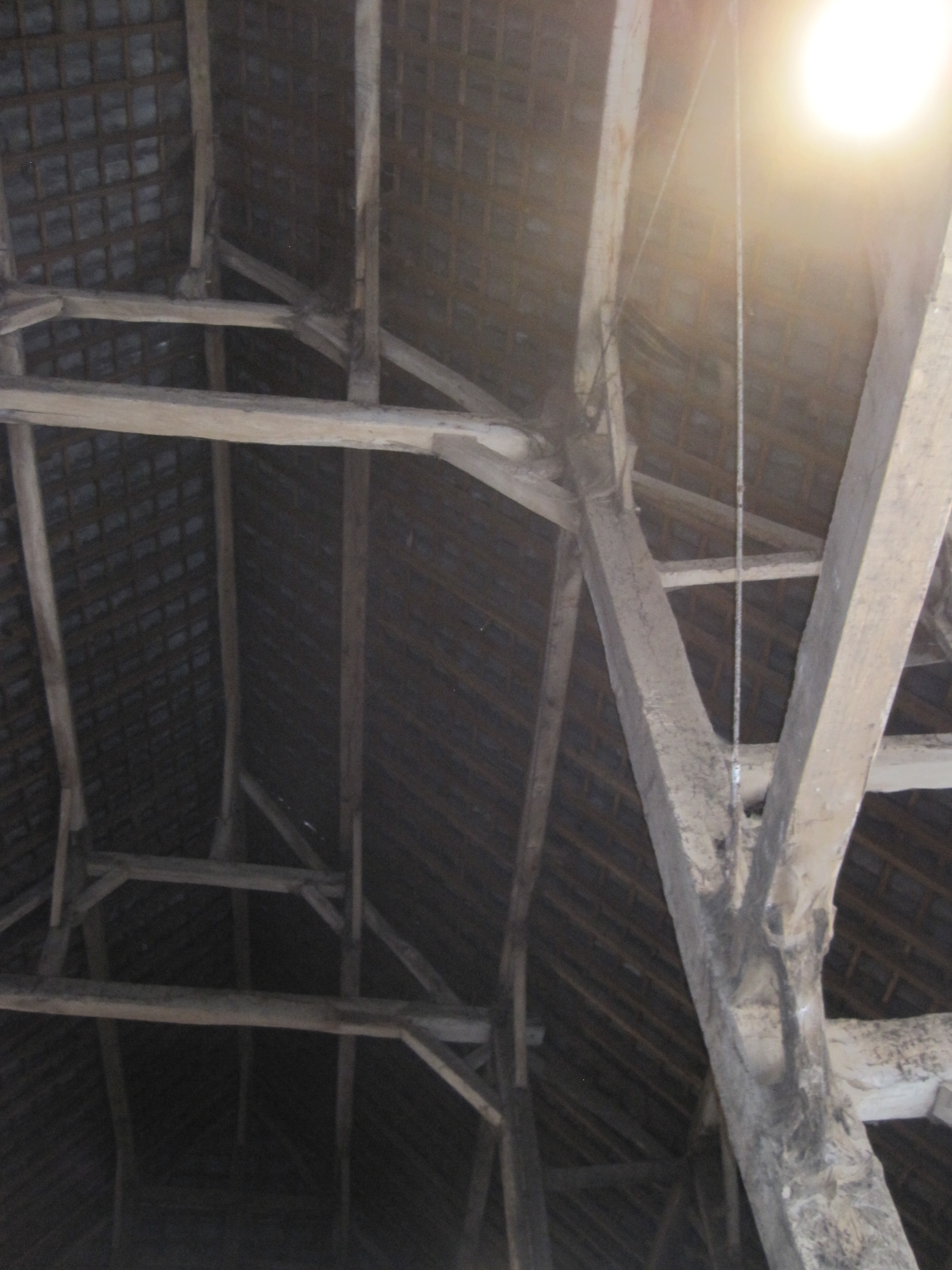

La grange appartient au « type large » avec à l'arrière un linteau de réemploi portant la date de 178(5?). Ce linteau aurait été ajouté tardivement selon Luc-Francis Genicot. Ses mesures sont les suivantes : 30,5 m de longueur sur 15 m de profondeur.
Le faîte s'élève à 13 m. Le cubage atteint 3 450 m3.
Les pignons ont été recouverts de tuiles au siècle dernier comme la toiture elle-même.
Les bois sont de chêne. La grange était avant son recouvrement de tuile entièrement en colombage. Au-dessus de soubassements en mœllons de grès et calcaire les poutres étaient disposées pour recevoir un torchis. Le toit était recouvert de chaume comme les habitations de l'époque .   
En ce qui concerne la datation, la grange évoque des modèles de l'époque médiévale. En tout cas ses toits pentus font penser à des ouvrages antérieurs au XVIIIe siècle.
Un procès datant de 1680 et opposant Erasme de Corswaren, fils du baron Hubert de Longchamps (mort en 1671) à Ferdinand de Berlo de Brus rapporte que le baron E. de Corsawren fit reconstruire les dépendances faites de bois et de pailles en 1680. Luc-F. Génicot envisage l'hypothèse suivant lequel Erasme de Corswaren aurait fait  reconstruire également le château lui-même et à la même époque. 

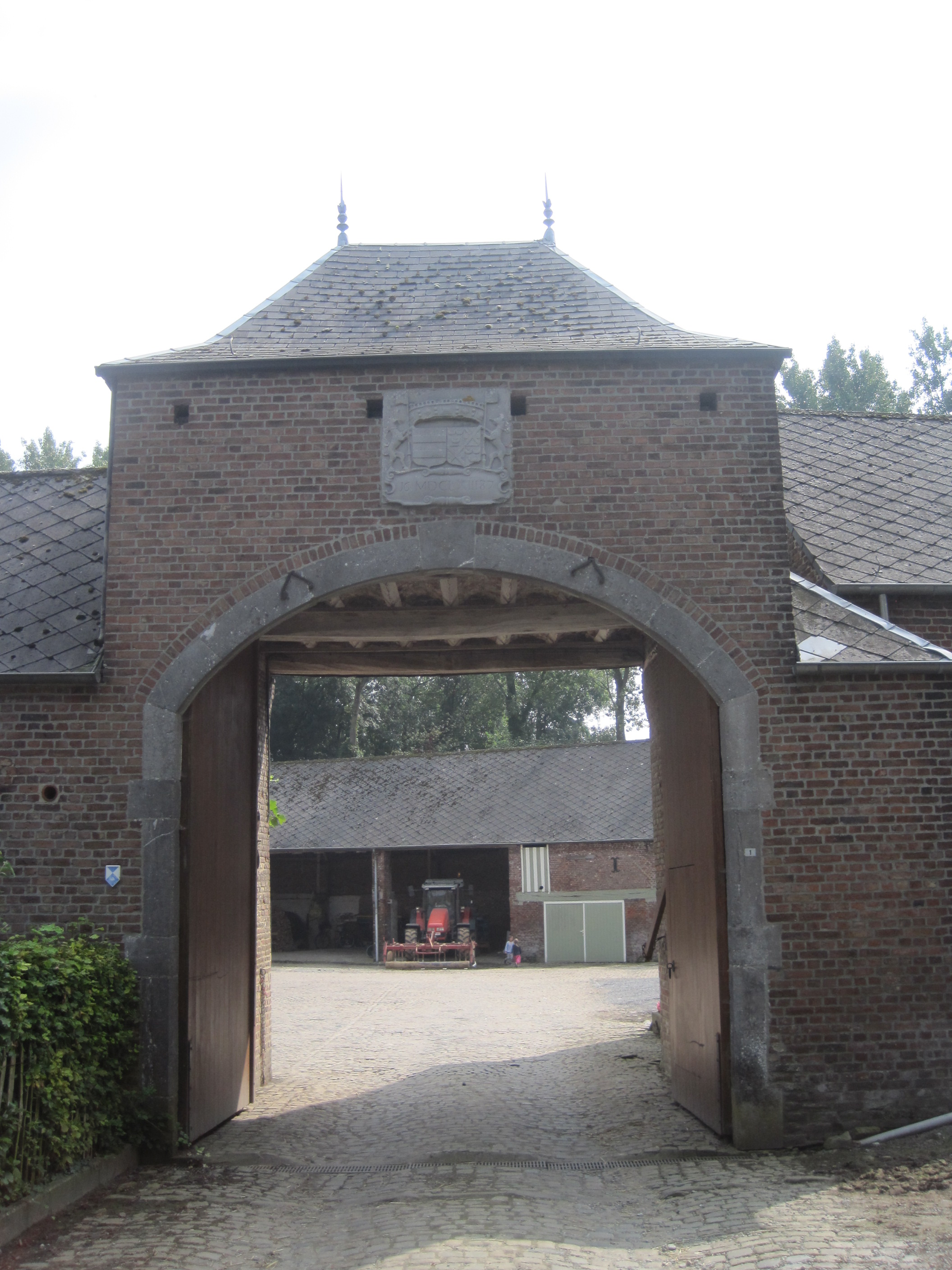
dalle aux armes de Corswaren 1687 au-dessus du cintre du porche-colombier d'entrée

Ce qui explique la présence de la dalle sur le porche-colombier de la ferme aux armes de cette famille Corswaren. Suivant les annales du procès, 80 grands arbres environ servirent à rebâtir ferme et granges. Ce qui était l'origine du procès, du fait du préjudice subi par la commune et d'autres seigneurs, dont les Berlo, du fait de cet abattage jugé intempestif et organisé par les Corswaren.  

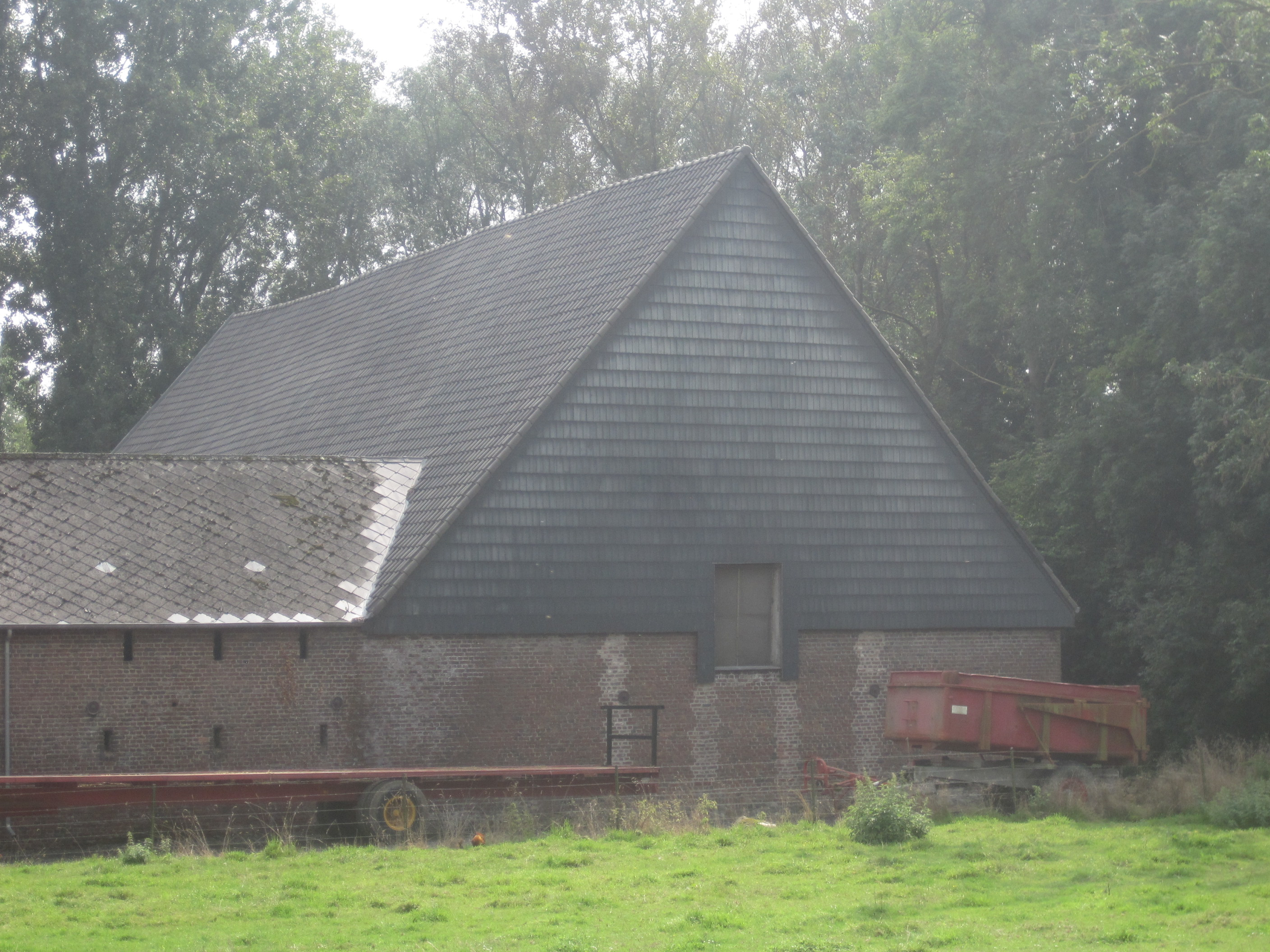
2014-09-07 14.30.59- Ferme sise 1 rue du gros Chêne à Liernu, pignon de la grange

La date de 1680 établie grâce aux archives du procès concorde avec celle provenant des analyses dendrochronologiques d'échantillons prélevés dans la charpente. L'année d'abattage des arbres se situe 1673. Après petit délai de séchage, la construction de la grange devrait dater de 1675-1676. Quant aux déboires judiciaires des Corswaren il est établi que le procès et les témoignages datent de 1680.   
La datation dendrochronologique est basée sur la chronologie de base d'Ernst Hollstein, du laboratoire de Trèves en Allemagne. Selon celui-ci l'abattage daterait de 1673 et il serait en tout cas étonnant, d'après Luc Genicot, qu'il soit postérieur à 1675,.